# Józef Jędrzejewicz

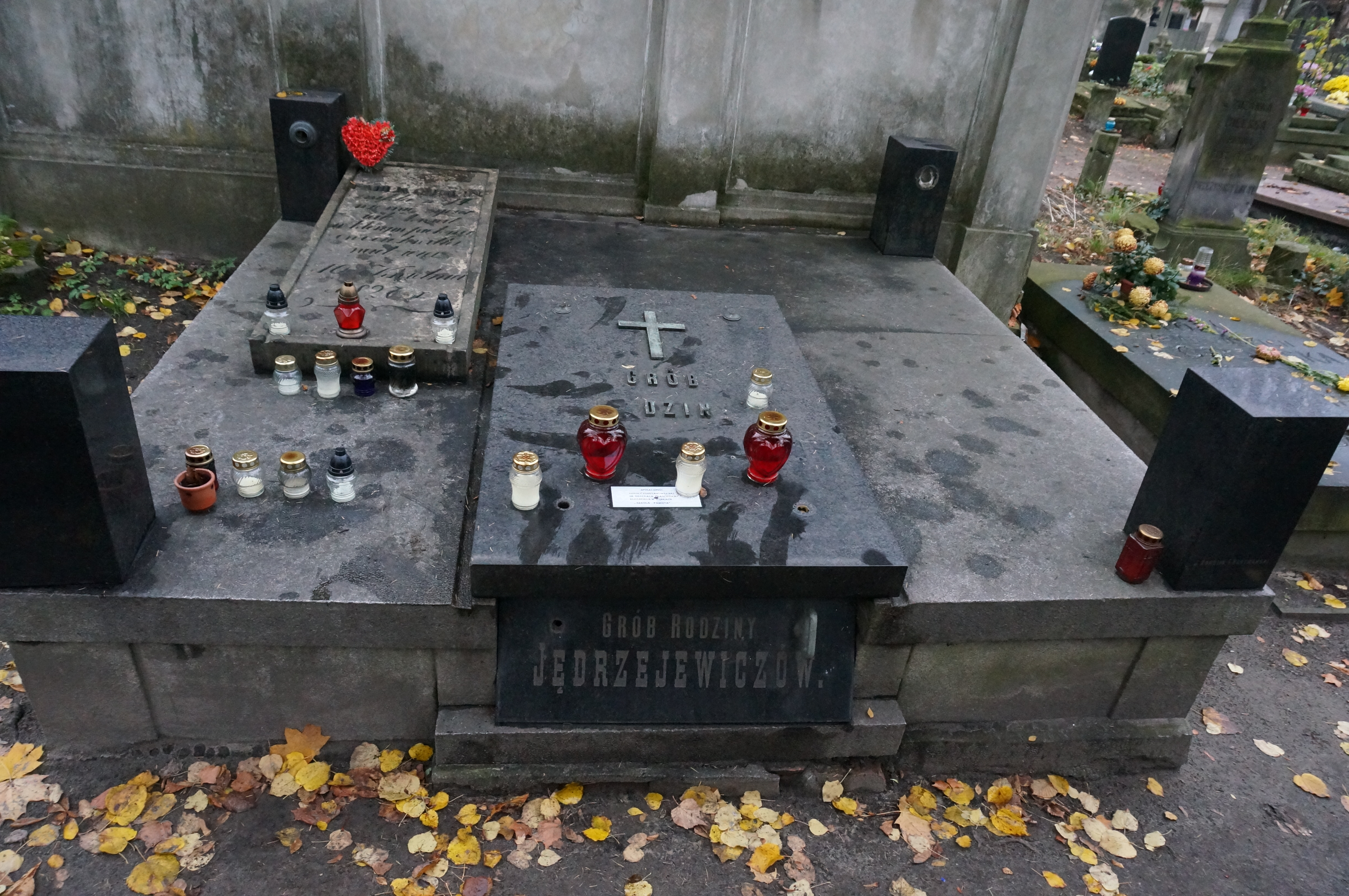
Grób Józefa Kalasantego Jędrzejewicza na cmentarzu Powązkowskim

Józef Kalasanty Jędrzejewicz (ur. 7 lipca 1803 w Warszawie, zm. 11 maja 1853, tamże) – prawnik, specjalista od zagadnień administracji, szwagier Fryderyka Chopina.
Jędrzejewicz urodził się w rodzinie ormiańskiego pochodzenia - był synem Józefa, pułkownika wojsk Księstwa Warszawskiego, matka Ludwika była z domu Gutz. W roku 1822 Jędrzejewicz ukończył Liceum Warszawskie i zapisał się na studia administracji na Królewskim Uniwersytecie Warszawskim. Magisterium uzyskał w 1828 i udał się na wojaże zagraniczne, tzw. Bildungsreise, studiując w Niemczech i podróżując po prawie wszystkich krajach europejskich. Po powrocie do Polski w 1830 otrzymał doktorat filozofii na Uniwersytecie Jagiellońskim.
22 listopada 1832 poślubił Ludwikę Mariannę z Chopinów, najstarszą siostrę kompozytora. Małżonkowie posiadali własny dom na ulicy Podwale w Warszawie. W roku 1837 Józef został mianowany wykładowcą prawa i administracji w Instytucie Agronomicznym (Gospodarstwa Wiejskiego) na warszawskim Marymoncie i pozostał nim do śmierci. Pełnił także funkcję sędziego pokoju okręgu i miasta Warszawy. W latach 1844 i 1849 odwiedził wraz z żoną szwagra Fryderyka w Paryżu. Zmarł nagle i osierocił czworo dzieci. Pochowany został w kwaterze 175 rząd 2 grób 6-7 cmentarza Powązkowskiego.